# Wakamaru (robot)
 (septembre 2021).
Si vous disposez d'ouvrages ou d'articles de référence ou si vous connaissez des sites web de qualité traitant du thème abordé ici, merci de compléter l'article en donnant les références utiles à sa vérifiabilité et en les liant à la section « Notes et références ».

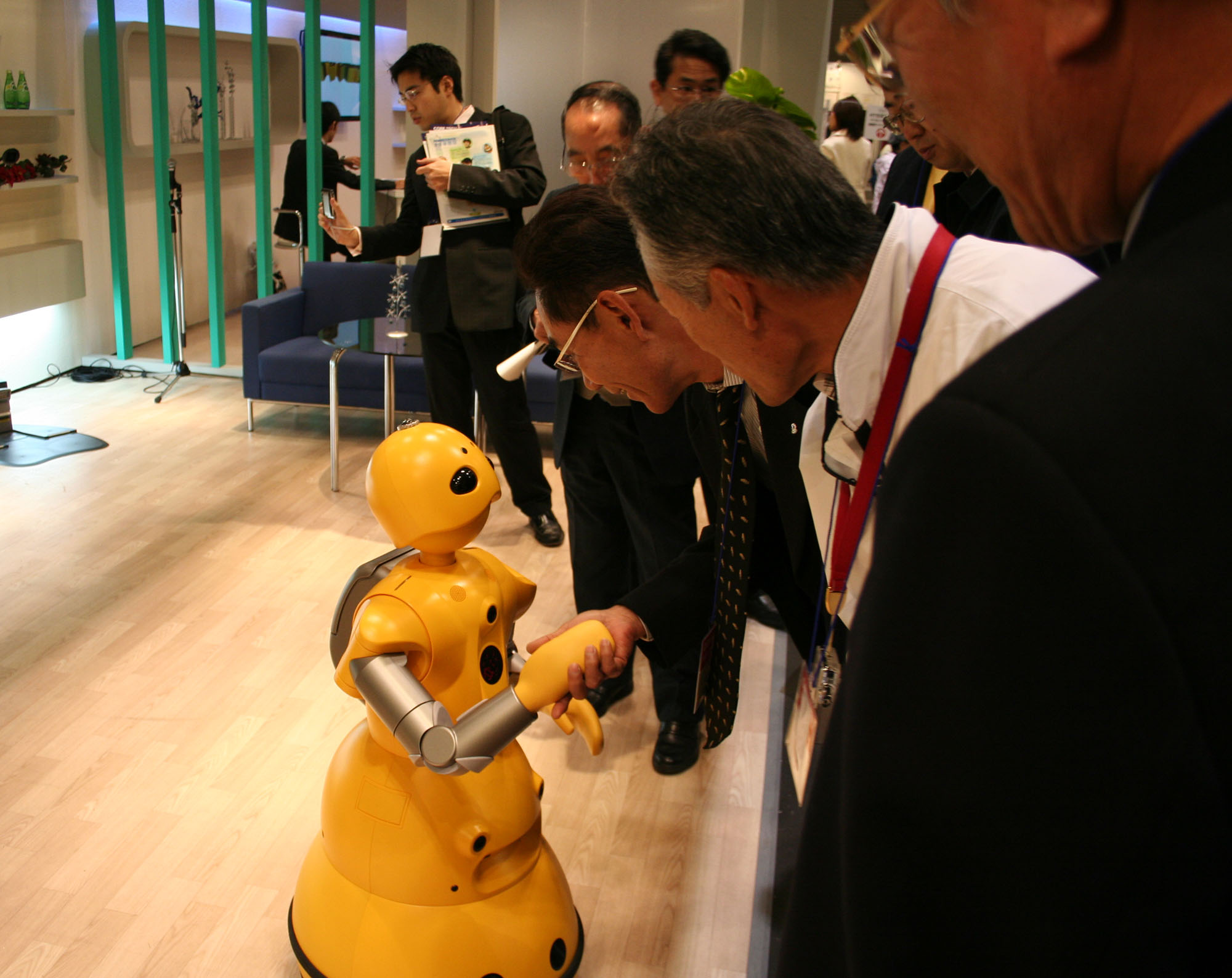

Wakamaru est un robot domestique commercialisé par la firme Mitsubishi Heavy Industry.

## Caractéristiques
- Couleur : jaune
- Hauteur : 1 mètre
- Poids : 30 kg
- Se déplace sur des roues
- Reconnaît environ 10 personnes différentes
- Vocabulaire : 10 000 mots
- Prix de vente : 12 000 euros environ
- Designer : Toshi Yukikita

## Description
Ce robot peut se connecter à internet par liaison Wi-Fi, et dispose d'une voix synthétique. Il est équipé d'un téléphone portable intégré, ce qui lui permet par exemple d'appeler les secours si son maître (une personne âgée par exemple) a un problème.
Il vit en accord avec le programme journalier que son propriétaire lui fournit via Internet.
Wakamaru possède une reconnaissance vocale et une reconnaissance faciale du/des propriétaire(s), de la famille. Il vous regarde en face lorsqu'il parle et incorpore des mouvements du corps pendant la discussion.
Wakamaru ne répond pas seulement aux ordres des acteurs, comme le font habituellement les robots conventionnels, mais il sait prendre l'initiative de parler à la famille, en utilisant les informations qu'il a obtenues par observation en restant en contact avec la famille ou bien via son organiseur.
Sa conception a débuté en 1967.